# 马尔绍
马尔绍（法語：Marchaux，法語發音：[maʁʃo]）是法国杜省的一个旧市镇，属于贝桑松区。2018年，马尔绍与市镇绍德方丹合并为新市镇马尔绍-绍德方丹，马尔绍为新市镇行政中心。

## 地理
马尔绍（47°19'24"N, 6°7'58"E）面积10.06 平方千米，位于法国勃艮第-弗朗什-孔泰大區杜省，该省份为法国东部内陆省份，北起上索恩省，西接汝拉省，东部及东南部与瑞士接壤，东北部与贝尔福地区省接壤。
与马尔绍接壤的市镇（或旧市镇、城区）包括：沃尼斯、蒂斯、维埃耶。
马尔绍的时区为UTC+01:00、UTC+02:00（夏令时）。

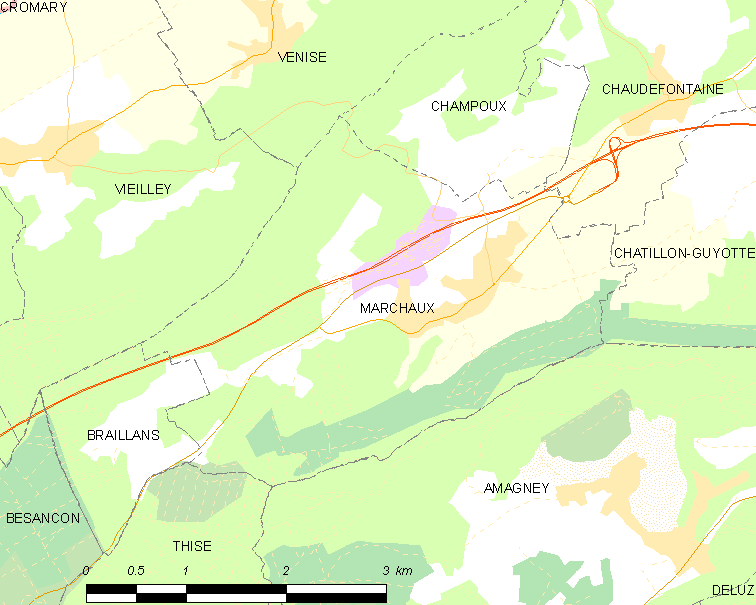
马尔绍的OSM定位图

## 行政
马尔绍的邮政编码为25640，INSEE市镇编码为25368。

## 政治
马尔绍所属的省级选区为贝桑松第四县。

## 人口

1962-2008年间马尔绍人口变化图示

马尔绍于2015时的人口数量为1235人。